# Ferruccio Novo
Ferruccio Novo (* 22. März 1897 in Turin; † 8. April 1974 in Laigueglia) war ein italienischer Fußballtrainer und -funktionär, der während seiner Laufbahn als Präsident der AC Torino sowie als Trainer der italienischen Fußballnationalmannschaft arbeitete.

## Karriere
Ferrucio Novo begann seine Laufbahn im Jahr 1939, als er zum Nachfolger des Ingenieurs Giovanni Battista Cuniberti zum Präsidenten des Fußballvereins AC Torino ernannt wurde. Während seiner 14 Jahre andauernden Präsidentschaft bei Torino baute er ein konkurrenzfähiges und nahezu unschlagbares Team auf, das aufgrund seiner vielen Erfolge als Grande Torino bekannt wurde. Eine der wichtigsten Verpflichtungen war dabei der Flügelspieler Romeo Menti, den er im Jahr 1941 von der AC Fiorentina holte. Weiters nahm er unter anderem auch den Abwehrspieler Aldo Ballarin, Mittelfeldakteur Ezio Loik sowie den Angreifer Valentino Mazzola unter Vertrag.
Jenes schlagkräftige Team gewann zwischen 1943 und 1949 fünf Mal in Folge die italienische Meisterschaft. 1949 wurde diese Mannschaft bei einem Flugunfall, der als die Tragödie von Superga in die Geschichte einging, bis auf drei nicht mitgereiste Spieler komplett ausgelöscht.
Während seiner Zeit bei Torino übernahm Novo am 27. Februar 1949 die Leitung der Technischen Kommission, die die Nationalmannschaft Italiens aufstellte und betreute und zur Fußball-Weltmeisterschaft 1950 führte. Weiter Mitglieder der Kommission waren Aldo Bardelli, Roberto Copernico und Vincenzo Biancone. Die Mannschaft war dabei als Titelverteidiger automatisch für das Turnier qualifiziert. In den Kader berief man unter anderem den Torhüter Lucidio Sentimenti, den Abwehrspieler Osvaldo Fattori, die Mittelfeldspieler Carlo Annovazzi und Carlo Parola sowie den Stürmer Giampiero Boniperti.
Das Turnier verlief für Italien enttäuschend, die erste Partie gegen Schweden endete in einer Niederlage, der folgende Sieg über Paraguay brachte die Italiener nicht in die nächste Runde, da die Schweden in der Partie gegen Paraguay den benötigten Punkt für den Einzug in die nächste Runde errangen. Die Kommission wurde daraufhin ihres Amtes enthoben.
Ferrucio Novo starb im April 1974 im Alter von 77 Jahren in Laigueglia. Er wurde auf dem Cimitero monumentale in Turin im Familiengrab beigesetzt.

## Erfolge
- Italienische Meisterschaft: 1942/43, 1945/46, 1946/47, 1947/48, 1948/49